# Tetraleurodes pusana
Tetraleurodes pusana là một loài côn trùng cánh nửa trong họ Aleyrodidae, phân họ Aleyrodinae.
Tetraleurodes pusana được Takahashi miêu tả khoa học đầu tiên năm 1950.